# Oncidium ornithocephalum
Oncidium ornithocephalum är en orkidéart som beskrevs av John Lindley. Oncidium ornithocephalum ingår i släktet Oncidium och familjen orkidéer. Inga underarter finns listade i Catalogue of Life.